# Leiji Matsumoto
Leiji Matsumoto  (松本 零士?, Matsumoto Reiji), pseudonimo di Akira Matsumoto (松本 晟?, Matsumoto Akira; Kurume, 25 gennaio 1938 – Tokyo, 13 febbraio 2023), è stato un fumettista e animatore giapponese.

## Biografia
Akira Matsumoto, in arte Leiji, sviluppa precocemente l'interesse per il disegno, e vince a soli 15 anni un concorso, grazie al quale pubblica il suo primo lavoro, nel 1954, Le avventure di un'ape (Mitsubachi no bōken), sulle pagine del magazine Manga Shonen, che riscuote un buon successo.
Inizia a lavorare su degli shōjo manga, pubblicati su riviste femminili, con i quali attira l'attenzione del grande pubblico. Passa in seguito a serie per ragazzi, specializzandosi in quelle di fantascienza che lo hanno reso celebre, caratterizzate dal suo tratto più attento alle suggestioni che al realismo. La sua prima opera di questo genere è del 1968, Sexaroid.
Sceglie per sé come pseudonimo il nome Reiji, i cui kanji sono 零 (Rei, 'zero', 'mezzanotte'), e 士 (-shi o -ji, 'gentiluomo'), normalmente utilizzato nei composti guerrieri come 武士 (bushi, 'guerriero'), 戦士 (senshi, 'soldato') e 騎士 (kishi, 'cavaliere'). Il significato accreditato di Reiji sarebbe, dunque, Samurai di mezzanotte, oppure Guerriero Zero. I kanji vengono però scorrettamente traslitterati in rōmaji come Leiji, anziché Reiji, per volontà dello stesso Matsumoto, per il quale la lettera L rimanda alla parola inglese lion (leone).
Tra i fumetti che realizzò prima di cimentarsi con le sue celebri serie fantascientifiche, vi fu la commedia Otoko Oidon ("Io sono un uomo", il cui protagonista - probabilmente caricatura dello stesso Matsumoto - era un maldestro giovane alle prese con gli esami di ammissione all'università) ed il western Gun Frontier, la cui eredità sarebbe stata raccolta dalla saga di Capitan Harlock, dove non mancano dei pianeti governati dalla legge della pistola.
Tra i suoi manga più famosi vanno ricordati Galaxy Express 999, Starzinger, Uchū senkan Yamato (la più longeva casa di distribuzione di anime in Italia, Yamato Video, prende il nome proprio da questa serie), Danguard A, Queen Emeraldas, La Regina dei Mille Anni e, soprattutto, Capitan Harlock, personaggio al quale ha dedicato ben quattro distinte serie, tra cui la penultima, un breve ciclo di OAV, concepita in chiave di rivisitazione fantascientifica della saga wagneriana dei Nibelunghi.
Tutte queste serie, che spesso si intrecciano tra di loro attraverso le tematiche, mescolando personaggi e avvenimenti ricorrenti, sono tutte state trasposte in fortunati anime, curati dallo stesso Matsumoto. A partire dagli anni settanta, infatti, egli si dedica direttamente anche all'animazione, in particolare alla regia generale, dei lungometraggi cinematografici e dei serial televisivi.
Leiji Matsumoto è anche l'autore di Interstella 5555, un anime-musical con colonna sonora dei Daft Punk. Alcuni estratti del film sono stati proposti in senso autonomo come videoclip per i singoli che la band francese ha distribuito durante il lancio del proprio album.
Fra le sue collaborazioni, Matsumoto è stato anche il disegnatore della serie L'uccellino azzurro (diretta da Hiroshi Sasagawa), tratta da un racconto dello scrittore e Premio Nobel belga Maurice Maeterlinck.
Matsumoto possiede una delle collezioni di fumetti più importanti al mondo, ed è anche autore di un saggio sulla storia dei manga.
Matsumoto ha disegnato un orologio Omega ispirato allo spazio, che è stato molto apprezzato dagli astronauti giapponesi.
Il governo giapponese ha annunciato la sua premiazione all'Ordine del Sole Nascente, cavalierato di IV classe, nell'autunno del 2010. Il 23 ottobre 2012 presso l'ambasciata giapponese in Francia viene insignito dell'Ordre des Arts et des Lettres, mentre il 15 febbraio 2013 riceve dall'ambasciata cubana a Tokyo un diploma commemorativo per i suoi 60 anni di carriera.

### Morte
È morto per insufficienza cardiaca acuta in un ospedale di Tokyo il 13 febbraio 2023, all'età di 85 anni.

## Opere

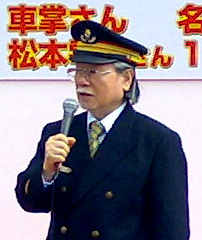
Leiji Matsumoto nel 2008

### Manga
- Cronache avventurose (Bōkenki) (1953), volume unico, Associazione Culturale Leiji Matsumoto.
- Le avventure di un'ape (Mitsubachi no bōken) (1954), volume unico, Associazione Culturale Leiji Matsumoto.
- Submarine Super 99 (Sensuikan suupaa 99) (1964), 2 volumi, Goen.
- I cinque della vendetta (5hiki no yōjinbō), (1967), volume unico, Associazione Culturale Leiji Matsumoto.
- Sexaroid (Sekusaroido) (1968), 3 volumi, Associazione Culturale Leiji Matsumoto.
- Gun Frontier (Gan Furontia) (1972), 3 volumi, Goen.
- Le mille vite di Mii-kun (Torajima no Miime) (1975), volume unico, Hikari.
- La corazzata Yamato (Uchuu senkan Yamato) (1975) , 3 volumi, Panini.
- Miraizer Ban (Jikan ryokō shōnen - Miraizer Ban), (1976), 3 volumi, Associazione Culturale Leiji Matsumoto.
- Capitan Harlock (Uchuu kaizoku Kyaputen Hārokku) (1977), 5 volumi, D/Visual o Goen.
- Galaxy Express 999 (Ginga Tetsudo 999) (1977), 21 volumi, Panini.
- Storie di un tempo lontano (Kaerazaru tori no monogatari) (1977), volume unico, Goen.
- Queen Emeraldas (Kuiin Emerarudasu) (1978), 4 volumi, Hazard Edizioni.
- La regina dei mille anni (Sennen Joo) (1980), 3 volumi, D/Visual.
- Racconti dal Bar Miraggio (Shinkiro kitan) (1991), volume unico, Hazard Edizioni.
- Il mondo quadrimensionale (Yojigen sekai) (1995), volume unico, 001 Edizioni.
- Danguard A (Fukkokuban Wakusei Robot Danguard A) (1997), 2 volumi, Panini o Goen.
- La corazzata spazio-temporale Mahoroba (Chou jikuu senkan Mahoroba) (1998), 2 volumi, Hazard Edizioni.
- The Shadow Warrior (Jijo Eyuuden) (1999), 2 volumi, Hazard Edizioni.
- La nuova corazzata Yamato (Shin uchuu senkan Yamato) (2001), 2 volumi, Hazard Edizioni.
- Harlock Saga - L'anello dei Nibelunghi (Haarokku Saaga Niiberungu no yubi wa) (2002), 8 volumi, Hazard Edizioni.
- Capitan Harlock: Dimension Voyage (Kyaputen Haarokku - Jigen koukai) (2014), 7 volumi, Goen.

### Anime
- Uchū senkan Yamato, 26 episodi, ottobre 1974 – marzo 1975.
- Danguard (Wakusei Robo Danguard Ace), 56 episodi, giugno 1977 – marzo 1978.
- Corazzata spaziale Yamato (Uchū senkan Yamato), film riassuntivo della serie, agosto 1977.
- Capitan Harlock (Uchū Kaizoku Kyaputen Hārokku), 42 episodi, marzo 1978 – febbraio 1979.
- Starzinger (SF Saiyuki Starzinger), 73 episodi, aprile 1978 – agosto 1979.
- Addio Yamato (Saraba uchū senkan Yamato: Ai no senshitachi), film, agosto 1978.
- Galaxy Express 999 (Ginga tetsudō 999), 113 episodi, settembre 1978 – aprile 1981.
- Uchū senkan Yamato 2, 26 episodi, ottobre 1978 – aprile 1979.
- Yamato: Il nuovo viaggio (Uchū senkan Yamato: Ataranaru tabidachi), film TV, luglio 1979.
- Galaxy Express 999 - The Movie (Ginga tetsudō 999), film diretto da Rintarō, agosto 1979.
- Yamato per sempre (Yamato yo eien ni), film, agosto 1980.
- Uchū senkan Yamato 3, serie di 25 episodi, ottobre 1980 – aprile 1981.
- La regina dei mille anni (Shin taketori monogatari: Sen-nen joō), 42 episodi, aprile 1981 – marzo 1982.
- Addio Galaxy Express 999 - Capolinea Andromeda (Sayonara ginga tetsudō 999 - Andromeda shūchakueki), film diretto da Rintarō, agosto 1981.
- Queen Millennia - La regina dei mille anni (Sen-nen joō), film, marzo 1982.
- Capitan Harlock: L'Arcadia della mia giovinezza (Waga seishun no Arcadia), film, luglio 1982.
- Capitan Harlock SSX - Rotta verso l'infinito (Waga seishun no Arcadia - Mugen kidō SSX), 22 episodi diretta da Rintarō, ottobre 1982 – marzo 1983.
- Yamato, l'ultima battaglia (Uchū senkan Yamato: Kanketsuhen), film, marzo 1983.
- The Cockpit, 3 OAV di 30 min l'uno, gennaio 1994.
- Galaxy Express 999: Eternal Fantasy (Ginga tetsudō 999: Etānaru Fantajī), film, marzo 1998.
- Queen Emeraldas (Kuiin Emerarudasu), 4 OAV di 30 min l'uno, giugno 1998 – dicembre 1999.
- Harlock Saga - L'anello dei Nibelunghi (Hārokku Sāga Nīberungu no yubi wa), 6 OAV di 30 min l'uno, gennaio – novembre 1999.
- Maetel Legend - Sinfonia d'inverno, 2 OAV di 42 min l'uno, settembre 2000.
- Gun Frontier, 13 episodi, marzo – giugno 2001.
- Cosmowarrior Zero, 13 episodi (+ 1 non trasmesso, + 2 episodi “Gaiden”), luglio – settembre 2001.
- Space Pirate Captain Herlock - The Endless Odyssey, 13 OAV diretti da Rintarō, dicembre 2002.
- Submarine Super 99, 13 episodi, maggio – luglio 2003.
- Interstella 5555 (インターステラ5555, Intāsutera Fō Faibu), film basato sulle musiche dei Daft Punk, maggio 2003.
- The Galaxy Railways (Ginga tetsudō monogatari), 26 episodi, ottobre 2003 – aprile 2004.
- Great Yamato#0 (Dai Yamato Zero-go), 3 OAV, marzo – giugno 2004.
- Space Symphony Maetel - Galaxy Express 999 Outside (Uchū kōkyōshi Maetel: Ginga tetsudō 999 gaiden), 13 episodi, agosto 2004 – giugno 2005.
- The Galaxy Railways (Ginga tetsudō monogatari: Eien e no bunkiten), 26 episodi, ottobre 2006 – marzo 2007.
- Ozma, 6 episodi, marzo 2012 – aprile 2012.